# 6, 7, 8 (programa de televisión)
6, 7, 8, también conocido como 6-7-8 (leído seis, siete, ocho), fue un programa de televisión argentino que fue emitido por la TV Pública desde el 9 de marzo de 2009. El 23 de diciembre de 2015, el programa cesó sus transmisiones en el canal estatal. Inicialmente su título era Los Seis, en el Siete, a las Ocho.

## Historia
Fue un programa periodístico y político.
La productora dueña del programa era privada y pertenecía al empresario Cristóbal López, productora que tenía su propio canal privado, pero el programa, hasta diciembre de 2015, se transmitió por la televisión estatal y pública.
Se centraba en la crítica al tratamiento de la información política y social por parte de los medios masivos de comunicación y al desarrollo de los distintos sectores políticos en el país. Esta visión opuesta a los históricos formadores de la opinión pública argentina fue reprobada por otros periodistas.
6, 7, 8 tenía una posición tomada caracterizada por una fuerte adhesión al kirchnerismo, y con frecuencia se invitaba a periodistas e intelectuales opositores al oficialismo a debatir en el programa, como en el caso de Robert Cox o el de Beatriz Sarlo, que fue muy difundido en el momento; o el de la (por entonces opositora) diputada Victoria Donda, entre otros.
El programa fue considerado por algunos medios opositores al Gobierno de entonces como un "programa de propaganda".
Según el diario Perfil, era "el programa más oficialista" de la televisión argentina.
Era cuestionado por opositores al gobierno por su defensa del mismo y por ser un programa de un canal público perteneciente al Estado aunque fuera producido por una productora privada que tenía su propio canal (por entonces, el Canal 9).
Según el encargado de Medios Públicos durante la presidencia de Mauricio Macri, Hernán Lombardi, el programa no respetaba el "pluralismo político"; Lombardi mismo promovió que se cerrara cualquier posibilidad de que el programa continuara en la TV Pública durante el gobierno de Macri.
Con frecuencia el Gobierno kirchnerista ejercía el derecho a réplica al enviar funcionarios al programa para exponer sobre temas cuya difusión entendía que no había sido la correcta, o que había sido tergiversada por medios informativos privados. A su vez, el programa fue acusado por algunos opositores de no permitir el derecho a réplica; al respecto de esto, la producción del programa respondió en innumerables ocasiones haciendo invitaciones públicas a los miembros de la oposición para debates televisados, con el macrismo de entonces negándose a aparecer para llevarlos a cabo.
En ocasiones los panelistas de 6, 7, 8 estuvieron en desacuerdo tanto con determinados informes realizados por la producción del programa como con medidas políticas del propio Gobierno durante esa época.
En 2021 se anuncia el regreso del programa en formato de streaming en las redes sociales, esta vez con el nuevo nombre 679; el canal continúa activo desde entonces, en un formato sin panelistas ni conductor, y completamente dedicado a emitir informes sobre la actualidad política.

## Características

### Nombre
El nombre 6, 7, 8 se debía a que inicialmente había cinco personas en el panel, y haciendo referencia a que «el sexto [por el público] sos vos», en Canal Siete y a las 20:00 (las «8» de la noche), por lo tanto abreviándose 6, 7, 8. A fines de 2009 el programa fue cambiado al horario de las 21:00, sumando además otra emisión los domingos alrededor de la medianoche y agregando más panelistas invitados, con lo que pasaron a ser más de seis integrantes.
La canción que identificaba al programa se titula Margarita, y pertenece al primer álbum de la banda estadounidense Traveling Wilburys (Bob Dylan, George Harrison y otros)
y la canción de apertura es Tenete fe de Gustavo Cordera.

### Conducción

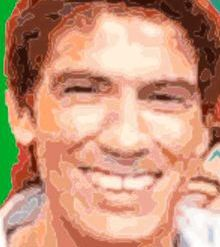
Luciano Galende condujo 6, 7, 8 entre 2010 y 2012.

Inicialmente era conducido por María Julia Oliván, con un panel conformado por Orlando Barone, Carla Czudnowsky, Luciano Galende, Eduardo Cabito Massa Alcántara y Sandra Russo, más un analista invitado que, en cada programa, exponía su opinión acerca de los diferentes temas abordados.
En enero de 2010, María Julia Oliván anunció en una entrevista que el 28 de enero de ese año sería su última participación en el programa.
El 24 de enero de 2010, Oliván fue la conductora del programa en el que participó como invitado el expresidente de la Nación, Néstor Kirchner. Según explicó la periodista tiempo después, para la época en que se realizaría la entrevista al expresidente la periodista ya había renunciado al envío, y la producción le había pedido que regresara a su puesto para la nota, aparentemente por iniciativa del propio Néstor Kirchner, tras la cual Oliván aceptó regresar. Luego de esto su lugar fue ocupado por el antes panelista del programa, el periodista y locutor Luciano Galende. Para remplazar a este último se incorporó a Carlos Barragán como panelista estable del programa. Posteriormente, en febrero del mismo año, se produjo el retorno al ciclo de la periodista Sandra Russo, quien se había alejado de él en diciembre del año anterior, aunque sin discontinuar del todo su participación en el programa, puesto que estuvo presente como invitada especial el día que el expresidente Kirchner visitó el estudio. Posteriormente se sumó Nora Veiras en reemplazo de Carla Czudnowsky.

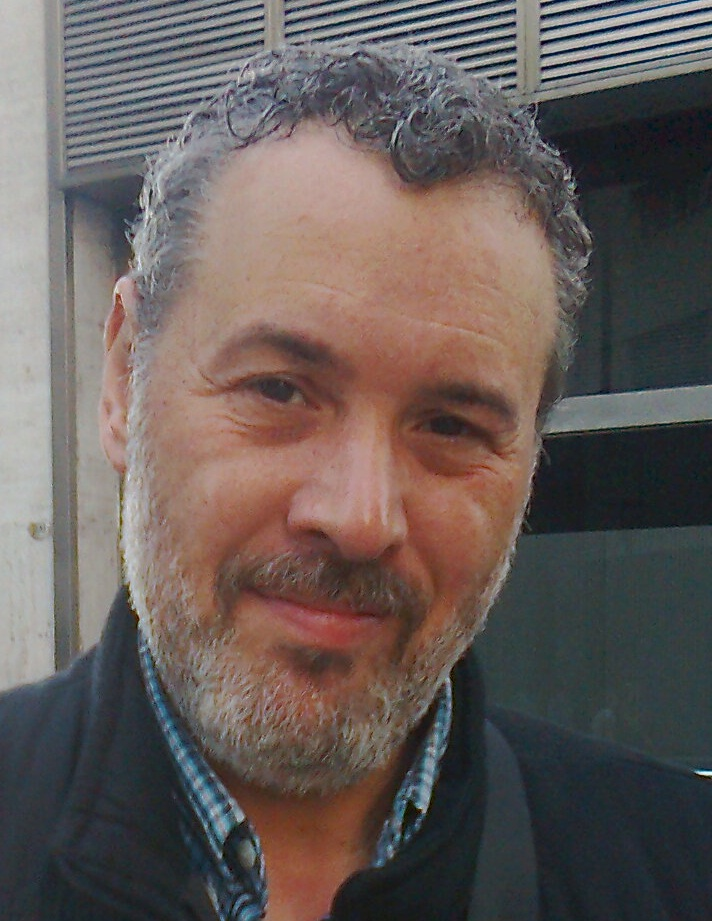
Carlos Barragán condujo el programa desde 2012.

En las primeras ediciones de enero de 2012 se sumaron Dante Palma (profesor de Filosofía y doctor en Ciencia Política, columnista de la revista Veintitrés) y Cynthia García, periodista y columnista de La mañana, el programa conducido por Víctor Hugo Morales en radio Continental y conductora en Radio Nacional.
El 16 de enero de 2012 ingresó Edgardo Mocca, politólogo y profesor de la Universidad de Buenos Aires. En marzo de 2012 se sumó Mariana Moyano, especialista en Ciencias de la Comunicación y docente de la Universidad de Buenos Aires. Iniciándose el año 2013 dejó de participar Eduardo Cabito Massa Alcántara También se incorporó el periodista, escritor y actor Jorge Dorio.

## Críticas y controversias
La principal crítica que recibía el programa por muchas personas era que se dedicaban a descalificar a cualquier persona o medio que no concordara con el gobierno de Cristina Kirchner.

### Acusaciones de ser "propaganda oficialista"
El programa fue acusado por periodistas de otros medios de ser un instrumento propagandístico en vez de hacer periodismo.
La periodista María O'Donnell opinó:

6, 7, 8 es un instrumento de la propaganda del Gobierno. Nadie es objetivo. Pero el periodismo, si no tiene independencia del poder de turno, no es periodismo. Es propaganda.

El programa también fue acusado de dedicarse a atacar opositores y periodistas críticos al gobierno de Cristina Fernández de Kirchner.
emitido por Canal 7. Tras el alejamiento de María Julia Oliván, 30 de enero de 2010, Galende fue el conductor del programa. En diciembre de 2012 renuncia a 6, 7, 8
{{cita| La productora comunicará a la Dirección Ejecutiva o a la Gerencia Artística de SNMP (Servicio Nacional de Medios Públicos) el nombre del invitado o invitados a más tardar a las 18 horas del día jueves previo a la emisión del programa, si la Dirección Ejecutiva o la Gerencia Artística de SNMP no aprobaran la presencia del invitado o invitados, la productora propondrá su sustituto a más tardar el viernes previo a la emisión del programa. Si el sustituto no resulta aprobado por SNMP se cancelará la emisión del domingo siguiente sin que las partes puedan reclamarse nada recíprocamente por tal evento. Los sueldos de los periodistas eran particularmente altos y por eso fueron muy cuestionados.
El programa fue cuestionado por periodistas opositores a Cristina Kirchner por su alineamiento político-partidario al oficialismo, y por ataques verbales generados en el programa del canal estatal que eran "financiados por los impuestos de todos los contribuyentes".
Según el escritor Martín Caparrós:

Es falsa la idea de que 6, 7, 8 haga crítica de medios. Lo que hacen es una crítica de ciertos discursos y posturas políticas a través de los medios. El hecho de que se centren en criticar a los medios tiene que ver con un proyecto político, el kirchnerismo, que decidió que los medios son un campo de batalla política: un enemigo. Tener a los medios como enemigos les sirve para definirse a sí mismos. Y, por otro lado, cohesiona el campo propio. Para el Gobierno, los medios son muy útiles como enemigo. Y son enemigos baratos. [...] en 6, 7, 8 o en Twitter, el discurso oficialista siempre es contra alguien.

### Acusaciones de "falta de neutralidad"
En distintos medios periodísticos se han publicado notas criticando este programa. Según el diario Clarín, el programa critica a los medios de comunicación, jueces y políticos opositores al Gobierno nacional, siguiendo una política editorial favorable al llamado kirchnerismo, que el mismo programa reivindica, incluso proclamándose algunos de sus panelistas como periodistas militantes. Teniendo en cuenta la relación del Grupo Clarín con Néstor Kirchner, Clarín ha esgrimido también como argumento contrario al programa el costo en dinero que se destina al programa para defender a los Kirchner y atacar a la oposición.
El diario Perfil lo definió en una nota como «el programa más oficialista de la televisión»; en la misma nota se menciona el programa al cual fue el entonces expresidente Néstor Kirchner (1950 - 2010), donde este último hizo acusaciones de una conspiración destituyente (en concepto de guerra jurídica o lawfare), que a su juicio corporizaban «Héctor Magnetto, Clarín, Julio Cobos, parte de la oposición, los medios y el partido judicial».
El periodista Jorge Lanata ha criticado a los conductores del programa, a su productor y al presupuesto empleado. A su vez, desde el programa emitían informes críticos del accionar periodístico de Jorge Lanata, y cuestionaban su informe sobre los salarios y costos de 6, 7, 8 acusándolo de tener un posicionamiento hacia el programa paralelo al del Grupo Clarín (y su director Héctor Magnetto), al que acusaban de «colaboracionista de la última dictadura» [sic, según 6, 7, 8] y al del director del diario Perfil, Jorge Fontevecchia), y el periodista Luis Ventura.
Jorge Lanata, a su vez, criticó a Orlando Barone afirmando que durante la dictadura de Videla trabajaba para el diario Clarín y que Sandra Russo trabajaba para el diario Página/12 (creado y dirigido en esa época por el mismo Lanata), que también pertenecía al Grupo Clarín.
Respecto al presupuesto, Lanata consiguió a través de Luis Ventura el contrato entre Canal 7 y la productora PPT y emitió un informe criticando los costos de cada emisión de los domingos, comentario del que al día siguiente se tuvo que retractar. En la contestación que dio 6, 7, 8, se le pidió que comparara este presupuesto con los costos de programas similares que van por horario central. Además, sostuvieron que los costos del programa son absorbidos en su totalidad por la publicidad. Al respecto se afirmó en algunos medios que durante el Gobierno kirchnerista la Ansés (Administración Nacional de la Seguridad Social) había girado, de manera irregular, 30.7 de pesos al programa en concepto de «publicidad no tradicional».
La diputada Victoria Donda también se refirió en una ocasión a la falta de diversidad de voces:

Me encantaría ver en el panel de 6, 7, 8 a alguna persona que no esté de acuerdo con este Gobierno, me encantaría que pasen, no sé. Hubo un blooper muy divertido de Diana Conti en CQC y en 6, 7, 8 no lo vi, sin embargo sí veo otras cosas. Cuando uno está por la diversidad de voces, está por la diversidad de todas las voces, aunque no digan lo que quiera de mí.

En 2011, durante una disertación que se llevó a cabo en la Universidad de Palermo en el marco de un Foro de Periodismo Argentino, Magdalena Ruiz Guiñazú fue agredida con insultos y piedras por grupos pro-gobierno desde un edificio exterior, en el momento en que hablaba su colega Jorge Lanata, mientras le gritaban «¡Aguante "6, 7, 8"!».
Matías Reggiardo Tolosa, nieto recuperado, afirmó que intentó muchas veces que el programa le permitiera el derecho a réplica por las «crueles» críticas que los periodistas de 6, 7, 8 le hacían debido a la posición opositora de Reggiardo Tolosa al gobierno de Kirchner, y recalcó que "nunca se lo permitieron".
El conductor Chiche Gelblung -a quien se expuso en un informe del programa como un periodista defensor de la última dictadura cívico-militar durante su transcurso (1976 - 1983), lo cual efectivamente sucedió cuando Gelblung era parte del personal de la revista Gente- le inició acciones legales por calumnias e injurias y afirmó que nunca logró ser invitado al programa para tener un derecho a réplica frente a las calumnias.
Hernán Lombardi, titular del Sistema Federal de Medios y Contenidos Públicos durante la presidencia de Mauricio Macri, afirmó que en una ocasión que lo estaban criticando se dirigió hasta el programa y pidió tener derecho a réplica, afirmando también que "no le permitieron salir al aire".
La escritora Beatriz Sarlo, luego de visitar el programa opinó:

El problema son estos aparatos paraperiodísticos. Que no son aparatos intelectuales. Le completo: son aparatos mediáticos y paraperiodísticos. No son periodismo en el sentido puro de la palabra. Además, desde el punto de vista periodístico, son muy malos. En principio porque parecerían no conocer la producción de la noticia. Por ejemplo, la forma en que ellos producen los informes que aparecen allí. [...] En 6, 7, 8 cubrieron la noticia [de los indignados españoles] de un modo radicalmente diferente [de los medios españoles]. O sea que han engañado a su audiencia. [...] Insisto en que esto me parece grave porque fomentar la ignorancia del público no es un acto ni progresista, ni nacionalista, ni redistributivo. [...]

El periodista Robert Cox, luego de haber ido dos veces a 6, 7, 8, opinó:

Me di cuenta que era una maquinaria de mentiras, verdades parciales o solo sus ideas. Hay ataques contra personas, especialmente los periodistas, tomando frases fuera de contexto para que ellos puedan aparecer malos. Es propaganda.

El escritor y conductor de radio Alejandro Dolina emitió su opinión sobre el programa:

Algunos dicen: «No es un programa objetivo». Y claro que no, no hay programas objetivos, ¿en qué consiste ser objetivo? Despojarse de todo interés. [...] Más que acusar a uno porque sirve a determinados intereses, mejor es ver cómo los sirve. Si los sirve legítimamente o si miente, si los sirve con inteligencia o si lo hace con torpeza [...] Así que el programa este, 6, 7, 8, evidentemente sirve a unos intereses. Son una posición política concretamente ante el Gobierno. Un programa que está a favor del Gobierno. Pero su metodología es interesante.

Si usted elige un costado de la realidad y lo muestra, bueno, por ahí elige el costado que más le conviene y no los costados que no le convienen... Por ahí las investigaciones se hacen justamente allí donde es la oposición la que comete los errores, pero me parece que está bien.
Alejandro Dolina

El periodista Horacio Verbitsky opinó:

6, 7, 8 no es un programa periodístico. Es un espectáculo, es un show sobre temas políticos. Es un show informativo sobre temas políticos. Lo que hacen no es periodismo, es propaganda política. Y es legítima.

La periodista Soledad Gallego-Díaz escribió:

Se presenta como un "resumen crítico de lo que pasa en los medios" y utiliza un amplio archivo audiovisual para subrayar las contradicciones de políticos y periodistas, manteniendo, en general, un tono jocoso. El problema es que no tiene, ni pretende tener, la menor ecuanimidad. Las únicas voces que se oyen son las que defienden al Gobierno y las únicas críticas que se emiten, las que afectan a los enemigos de los Kirchner.

Luciano Galende opinó:

¿Un programa de apoyo explícito al Gobierno? Sí, claro que sí. Muy explícito. 6-7-8 se califica a sí mismo jocosamente de mierda oficialista, y en eso somos más honestos que otros. Decimos lo que somos. Mierda oficialista es una canción chistosa que emite el programa. Nosotros compensamos el mensaje hegemónico contra el Gobierno y divulgamos su pensamiento.

## 6, 7, 8 Facebook
El programa tiene una gran presencia en la red social Facebook donde grupos y páginas oficiales y no oficiales marcan su apoyo al programa.
Desde internet se convocó a una manifestación en la Plaza de Mayo el 12 de marzo del 2010, con el fin de expresar apoyo al Gobierno de la presidenta Cristina Fernández de Kirchner y al programa. Las estimaciones rondaron entre 5000 y 10000 personas.
Posteriormente a este evento, llamaron a una nueva convocatoria en defensa de la Ley de Medios aprobada por el Congreso en el 2009 y frenada por medidas cautelares. Se realizaron marchas en Posadas y en Paraná, convocadas conjuntamente por 6, 7, 8 y una gran cantidad de organizaciones.

## Fin del contrato con la TV Pública
Luego del cambio de gobierno, al ser designado como titular de RTA (Radio y Televisión Argentina), Hernán Lombardi anunció que en la televisión pública ya no habría espacio para 6, 7, 8.
El 3 de diciembre de 2015 en diálogo con la radio La Once Diez, Liliana Parodi, gerente de programación de América TV, mostró interés por incorporar a 6, 7, 8 a la grilla de programación de su canal.
Sin embargo, Daniel Vila (presidente de UNO Medios, una de las empresas dueñas del canal América TV) dijo que no incluiría a 6, 7, 8 en la programación de su canal por ser «un programa partidario».
El 18 de diciembre de 2015 se supo que Cristóbal López (cuyo conglomerado de medios incluye a la productora PPT) decidió retirar a 6, 7, 8 de La TV Pública al finalizar el contrato comercial vigente. El programa dejó de transmitirse al caducar el contrato el 23 de diciembre.
El titular del Sistema Federal de Medios y Contenidos Públicos, Hernán Lombardi también emitió su opinión sobre el programa:

Acá puede trabajar cualquier periodista de izquierda o de derecha o de centro, que sean kirchneristas o macristas, bienvenidas todas las expresiones, lo que nunca será bienvenido es la intolerancia y el linchamiento público. Eso no puede tener lugar. No es un problema de las ideas, es un problema que hasta los móviles de muchos canales tuvieron que despintarse porque eran hostigados y los que inducían este hostigamiento eran desde programas como este [...] Esto funcionó como un Ministerio de Propaganda del gobierno saliente. A partir de ahora todos tendrán lugar [en la televisión pública]. Los que piensen parecido y los que piensen diferente, todo manejado en un marco de tolerancia y de respeto. [...] le vamos a dar voz al sagrado oficio del periodismo independiente, que dice lo que piensa.

Al ser rescindidos sus contratos, los expanelistas Carlos Barragán, Edgardo Mocca, Mariana Moyano y Nora Veiras le reclamaron indemnizaciones al Estado.

### Denuncia ante Oficina Anticorrupción
En febrero de 2016, el nuevo gobierno denunció, ante la Oficina Anticorrupción, que durante el gobierno kirchnerista, en 2015, la Ansés (Administración Nacional de la Seguridad Social) había girado, de manera irregular, 30.7 millones de pesos al programa en concepto de «publicidad no tradicional», de los cuales la TV Pública recibió la mitad. Al ser un programa de una empresa privada había una cláusula en el contrato que especificaba que «en ningún caso la productora podrá comercializar espacios de publicidad de ningún tipo para organismos oficiales».

Es un escándalo mayúsculo que el dinero de los jubilados haya financiado 6, 7, 8
Hernán Lombardi

Diego Gvirtz hizo su descargo y aseguró que, aunque el contrato decía que en ningún caso la productora podíá comercializar espacios de publicidad de ningún tipo para organismos oficiales, el canal sí podía venderle PNT a la Ansés y los ingresos de esa publicidad se repartían entre el canal y la productora.

## Nominaciones a premios
| Año  | Premio                     | Categoría          | Nominados    | Resultado |
| ---- | -------------------------- | ------------------ | ------------ | --------- |
| 2011 | Premios Martín Fierro 2010 | Mejor periodístico | 6, 7, 8      | Nominado  |
| 2011 | Premios Tato 2011          | Periodístico       | 6, 7, 8      | Nominado  |
| 2012 | Premios Martín Fierro 2011 | Mejor periodístico | 6, 7, 8      | Nominado  |
| 2012 | Premios Martín Fierro 2011 | Labor periodística | Sandra Russo | Nominado  |
| 2013 | Premios Martín Fierro 2012 | Periodístico       | 6, 7, 8      | Nominado  |